# Vincenzo Gicca Palli
Vincenzo Gicca Palli (oftmals wird als Vorname Lorenzo angegeben; * 1929 in Rom; † 1997 ebenda) war ein italienischer Drehbuchautor und Filmregisseur.

## Leben
Gicca Palli studierte zunächst Rechtswissenschaft und arbeitete ab Beginn der 1960er Jahre als Szenarist und Drehbuchautor für viele Genrefilme der Cinecittà. Von 1968 an führte er auch bei fünf Filmen selbst Regie; der bekannteste hierunter ist der komödiantische Piratenfilm Freibeuter der Meere mit Terence Hill und Bud Spencer. Unter dem Pseudonym Vincent Thomas drehte er auch einen Naziploitation-Film und einen Italowestern.

## Filmografie (Auswahl)

### Drehbuch
- 1964: Im Tempel des weißen Elefanten (Sandok, il Maciste della giungla)
- 1964: Der Ritt nach Alamo (La strada per Fort Alamo)
- 1965: Die Herausforderung des Herkules (La sfida dei giganti)
- 1966: Ein fast perfekter Mörder (Delitto quasi perfetto)
- 1966: Eine Frage der Ehre (Una questione d'onore)
- 1967: Stirb oder töte (Killer calibro 32)
- 1969: Antreten zum Verrecken (Uccidete Rommel!)
- 1969: La notte dei serpenti
- 1969: Die Rechnung zahlt der Bounty-Killer (La morte sull'alta collina)
- 1969: La última aventura del Zorro
- 1972: Allein gegen das Gesetz (Il vero e il falso)

### Drehbuch und Regie
- 1968: Giorni di sangue
- 1971: Freibeuter der Meere (Il corsaro nero)
- 1971: 1000 Dollar Kopfgeld (Il venditore di morte)
- 1973: Primo tango a Roma - Storia d'amore e d'alchimia
- 1976: Liebes Lager